# سیارک ۱۵۳۲۹۸
سیارک ۱۵۳۲۹۸ (به انگلیسی: 153298 Paulmyers، نامگذاری:2001FC122) صد و پنجاه و سه هزار و دویست و نود و هشتمین سیارک کشف شده‌است که در ۲۹ مارس ۲۰۰۱ کشف شد. این سیارک به افتخار پی‌زی مایرز نام‌گذاری شده‌است.